# Thomas O. Paine
Pour les articles homonymes, voir Paine.
Thomas Otten Paine (né le 9 novembre 1921 à Berkeley et mort le 4 mai 1992 à Los Angeles) est un scientifique américain, et le troisième administrateur de la NASA, du 8 octobre 1968 au 15 septembre 1970.
Les sept premières missions habitées du programme Apollo sont lancées pendant son mandat. Paine s'est aussi beaucoup appliqué à préparer le rôle de la NASA dans l'ère post-Apollo.
Il est incarné par l'acteur Dan Donohue dans les deux premières saisons de la série télévisée For All Mankind.